# Zlatá helma (Svenska hockeyligan)
Zlatá helma (švédsky Guldhjälmen) je švédské ocenění udělované v Svenska hockeyligan pro nejlepšího hokejisty ligy.
Cena byla poprvé udělena v roce 1986. Sponzorován je švédským hokejovým magazínem Hokej ve spolupráci s Jofa. Je považována za jednu z nejprestižnějších cen udělovaných ve Švédsku. Cena je obdobná jako Ted Lindsay Award udělované v NHL.

## Držitelé
| Rok                         | Hráč                  | Družstvo              |
| --------------------------- | --------------------- | --------------------- |
| 1986                        | Kari Eloranta         | HV71                  |
| 1987                        | Peter Lindmark        | Färjestad BK          |
| 1988                        | Anders Eldebrink      | Södertälje SK         |
| 1989                        | Anders Eldebrink      | Södertälje SK         |
| 1990                        | Bengt-Åke Gustafsson  | Färjestad BK          |
| 1991                        | Håkan Loob            | Färjestad BK          |
| 1992                        | Håkan Loob            | Färjestad BK          |
| 1993                        | Peter Forsberg        | MODO Hockey           |
| 1994                        | Peter Forsberg        | MODO Hockey           |
| 1995                        | Per-Erik Eklund       | Leksands IF           |
| 1996                        | Esa Keskinen          | HV71                  |
| 1997                        | Jarmo Myllys          | Luleå HF              |
| 1998                        | Tommy Söderström      | Djurgårdens IF        |
| 1999                        | Jan Larsson           | Brynäs IF             |
| 2000                        | Rikard Franzén        | AIK Ishockey          |
| 2001                        | Kristian Huselius     | Västra Frölunda HC    |
| 2002                        | Ulf Söderström        | Färjestad BK          |
| 2003                        | Niklas Andersson      | Västra Frölunda HC    |
| 2004                        | Magnus Kahnberg       | Västra Frölunda HC    |
| 2005                        | Henrik Lundqvist      | Frölunda Indians      |
| 2006                        | Andreas Karlsson      | HV71                  |
| 2007                        | Fredrik Bremberg      | Djurgårdens IF        |
| 2008                        | Tony Mårtensson       | Linköpings HC         |
| 2009                        | Johan Davidsson       | HV71                  |
| 2010                        | Mats Zuccarello Aasen | MODO Hockey           |
| 2011                        | Magnus Johansson      | Linköpings HC         |
| 2012                        | Jakob Silfverberg     | Brynäs IF             |
| 2013                        | Bud Holloway          | Skellefteå AIK        |
| 2014                        | Joakim Lindström      | Skellefteå AIK        |
| 2015                        | Derek Ryan            | Örebro HK             |
| 2016                        | Anton Rödin           | Brynäs IF             |
| 2017                        | Joakim Lindström      | Skellefteå AIK        |
| 2018                        | Joakim Lindström      | Skellefteå AIK        |
| 2019                        | Jacob Josefson        | Djurgårdens IF Hockey |
| 2020                        | Kodie Curran          | Rögle BK              |
| 2021                        | Marek Hrivík          | Leksands IF           |
| 2022                        | Max Véronneau         | Leksands IF           |
| 2023                        | Antti Suomela         | IK Oskarshamn         |
| 2024                        | Joel Persson          | Växjö Lakers HC       |
| 2025                        | David Tomášek         | Färjestad BK          |
| Zdroj na eliteprospects.com |                       |                       |